# Aïn Lechiakh (distrito)
Aïn Lechiakh é um distrito localizado na província de Aïn Defla, no norte da Argélia.[carece de fontes?] Sua capital é Aïn Lechiakh.

## Municípios
O distrito está dividido em três municípios:
- Aïn Lechiakh
- Aïn Soltane
- Oued Djemaa